# Louis Campagna
Louis „Little New York“ Campagna (* 1900 bei Palermo; † 30. Mai 1955 Biscayne Bay, Florida) war ein US-amerikanischer Mobster in der La Cosa Nostra und fungierte als hochrangiges Mitglied im Chicago Outfit.

## Leben

### Frühe Jahre
Campagna wurde außerhalb von Palermo geboren und emigrierte als Kind in die Vereinigten Staaten. Als Teenager wurde er Mitglied der Five Points Gang, die sich als Brutstätte für viele spätere Gangsterbosse wie Al Capone, Lucky Luciano etc. erwies.
1919 wurde Campagna für einen Bankraub in Illinois verurteilt und verbüßte seine Strafe in Pontiac (Illinois) im dortigen Pontiac-Correctional-Center. Im April 1924 wurde er auf Bewährung entlassen, aber bereits sechs Monate später musste er zurück, da er gegen seine Auflagen verstoßen hatte. Allerdings wurde er im November 1924 erneut freigelassen.

### Al Capone
1919 war Al Capone nach Chicago gegangen und unterstützte dort John Torrio, der ihn aus New York angefordert hatte. Kaum dass Campagna entlassen worden war, folgte er nun seinerseits dem Ruf Capones und wurde dort dessen Leibwächter.
In der langen Auseinandersetzung zwischen Capone und der North Side Gang bewährte sich Campagna; so schlief er während der heißen Phase der Auseinandersetzung im Lexington Hotel von Chicago, in dem sich Capone aufhielt, in einem Feldbett vor dessen Suite, um jederzeit eingreifen zu können.
Campagna galt als rücksichtslos und unberechenbar; er scheute sich z. B. nicht eine Polizeistation zu belagern, in der sich Joe Aiello befand. Capone hatte, nachdem herausgekommen war, dass Aiello versucht hatte Capone vergiften zu lassen, ein Kopfgeld von 50.000 US-Dollar auf diesen ausgesetzt. Die Polizei hatte aber auch selbst ermittelt und Aiello festgenommen, um ihn zu befragen. Als Campagna im November 1927 herausfand, wo Aiello wegen Mordverdachts verhaftet worden war, zog er mit zwanzig bewaffneten Gangstern vor die Polizeistation, um auf die Freilassung von Aiello zu warten.
Campagna und zwei weitere Bandenmitglieder wurden bemerkt und verhaftet; angesichts Campagnas Bewaffnung mit einer Handfeuerwaffe wurde er in eine Zelle direkt neben Aiello eingesperrt, wo er die Gelegenheit nutzte, seinen sizilianischen Landsmann in ihrer Muttersprache zu bedrohen. Aiello bot an innerhalb einer Frist von 15 Tagen alles zu verkaufen und mit seiner Familie Chicago zu verlassen. Campagna ging darauf aber nicht ein. Das Gespräch war durch einen zivilen Polizeibeamten in einer anderen Nachbarzelle mitgehört worden und Aiello wurde vor Campagna freigelassen.
Am 23. Oktober 1930 war Aiello dann tot; er war vor seiner Wohnung erschossen worden; die spätere Obduktion fand 59 Kugeln in seinem Körper. Niemand konnte wegen des Mordes angeklagt werden.
Campagna ist auch potentieller (Mit-)Täter bei der Ermordung von Frankie Yale am 1. Juli 1928; Yale, der offenbar – wie Capone und Campagna – ursprünglich Mitglied in der Five Points Gang – versucht hatte Capone übers Ohr zu hauen. In einem sogenannten „Drive-by-Shooting“ wurde Yale Ziel zahlloser Geschosse des Pistolen Kalibers .45 und einer Thompson-Maschinenpistolen. Dieser Mord war der erste Fall in New York City, bei dem wie in Chicago eine Thompson für eine solche Tat eingesetzt wurde.

### Unterwanderung der Gewerkschaften
Nachdem Capone 1931 wegen Steuerhinterziehung ins Gefängnis musste, sortierte sich die Führung des Outfit neu und unter Paul Ricca stieg Campagna weiter in den Rängen der Mafia-Familie auf.
Er selbst investierte 1934 eigenes Geld in zwei Spielstätten im benachbarten Cicero, eine Stadt die ebenfalls vom Outfit beherrscht wurde. Seine angelegten 1.500 US-Dollar alleine soll ihm eine Einnahme von 75.000 US-Dollar pro Jahr verschafft haben.
Ab 1935 nahm Campagna an der Unterwanderung der Gewerkschaften teil; in seinem Fall war es insbesondere die Bartenders and Beverage Dispensers Union. Als der Fall 1943 vor Gericht kam, verlief aber alles im Sande, da der Zeuge seine belastende Aussage nicht mehr wiederholte. Campagna und Co sollen z. B. rund 900.000 US-Dollar aus den Rücklagen einer Niederlassung (Local 1248) der Retail Clerks International Protective Association abgeschöpft haben.
Assoziierte des Outfit wie Willie Bioff und Charles Brown waren in die Filmindustrie von Los Angeles und Hollywood eingedrungen; abgesichert wurden die durch Vollmitglieder des Outfit wie Johnny Roselli, Charles Gioe und eben Campagna. Bis in die frühen 1940er Jahre sollte Campagna rund 1. Mio. US-Dollar aus der US-amerikanischen Filmindustrie herausholen.
Ende der 1930er Jahre flogen die Aktivitäten allerdings langsam auf und es kam zu diversen Anklagen. Offenbar wollte Bioff aussteigen und wendete sich an Campagna. Dieser gab ihm jedoch bei einem Gefängnisbesuch unmissverständlich zu verstehen, das er lebend nicht aussteigen würde.
Am 18. Oktober 1941 wurden, Gioe, Bioff, Brown und Louis Campagna angeklagt; Bioff und Brown hielten sich nicht an die Omertà und sagten als Pentiti auch gegen Mafiagrößen wie Paul Ricca, Philip D’Andrea, Johnny Roselli, Lou Kaufman, Frank Nitti und Gioe aus. Bioff und Brown konnten auf diese Weise ihre Haftstrafen reduzieren; kurz nach den Aussagen von Bioff beging der abgesetzte Nitti Selbstmord.
Als Campagna 1943 angeklagt wurde, war Bioff Kronzeuge.

### Inhaftierung
Am 18. März 1943 begann der Prozess gegen Campagna und andere Mobster des Outfit; am 22. Dezember 1943 wurden Campagna für schuldig befunden und trat eine Woche später seine Haftstrafe im Atlanta Federal Penitentiary.
Im August 1947 – kaum drei Jahre in Haft – wurde Campagna auf Bewährung freigelassen. Offenbar hatte Anthony Accardo jemanden im verantwortlichen Distrikt der Staatsanwaltschaft bestochen, der das Verfahren daraufhin beschleunigte.
Diese beschleunigte Bewährung von Campagna und anderen führte in Chicago zu einem Proteststurm. Das Justizministerium zog vor Gericht, um den Beschluss rückgängig machen zu lassen, aber der Vorstoß blieb erfolglos.
Campagna kehrte nach Chicago zurück und nahm seine Tätigkeit unter dem neuen Boss Sam Giancana wieder auf.

### Letzte Jahre
In den frühen 1950er Jahren sollte Campagna mehrfach vor dem Ausschuss des Senats der Vereinigten Staaten aussagen. Campagna machte aber keinerlei verwertbare Angaben.
Campagna verbrachte in seinen letzten Jahren seine Zeit in der Regel auf seinen beiden Farmen in Fowler (Indiana) und Berrien Springs, Michigan, oder in seinem Haus in Berwyn (Illinois).
Am 30. Mai 1955 befand sich Campagna auf dem Angelboot seines Anwaltes in der Biscayne Bay von Florida. Beim an Bord holen eines 13–14 kg schweren Fisches erlitt Campagna einem Herzinfarkt und verstarb.
Die Katholische Kirche verweigerte der Familie eine kirchliche Bestattung und deshalb fand die Beerdigungszeremonie in Campagnas Haus in Berwyn statt. Der Leichnam wurde auf dem Friedhof Mount Carmel Cemetery in Hillside, Illinois beigesetzt.